# Lansana Conté
Lansana Conté (30. listopadu 1934 – 22. prosince 2008) byl guinejský politik. Od 3. dubna 1984 do své smrti v roce 2008 zastával úřad prezidenta země.

## Osobní život
V roce 1955 narukoval do francouzské armády. V roce 1957 byl odvelen do Alžírska, kde se účastnil války za nezávislost. Z francouzské služby se vrátil zpět do Guineje, která získala na své metropoli také nezávislost v roce 1958. Zůstal v armádě v hodnosti seržanta, v roce 1965 byl povýšen na poručíka.
Dne 22. listopadu 1970 se skupina guinejských emigrantů žijící v Portugalské Guineji, pokusila o svržení vlády prezidenta Ahmed Sékou Tourého, které bylo rychle potlačeno. Conté stál na straně tehdejší vlády a podílel se na obraně hlavního města. V roce 1971 byl povýšen do hodnosti kapitána a v roce 1973 postoupil ve své kariéře na pozici velitele operační zóny Boké v severozápadní části země, aby pomáhal gerilovým oddílům z marxistické strany za nezávislost Guiney a mysu Verde (PAIGC, African Party for the Independence of Guinea and Cape Verde), kteří usilovali o nezávislost Portugalské Guiney na Portugalsku. Dne 10. května 1975 byl jmenován zástupcem náčelníka Generálního štábu Guiney.
V roce 1977 vedl guinejskou delegaci na jednáních o vymezení sporné hranice s Guineou-Bissau.
O tři roky později se stal členem zákonodárného sboru Národního shromáždění. Téhož roku se zúčastnil oficiální pouti vládnoucí Demokratické strany Guineje (PDG) do Mekky.
Prezident Ahmed Sékou Touré zemřel 26. března 1984. Předseda vlády Louis Lansana Beavogui se tak stal prozatímním prezidentem. Dne 3. dubna 1984 Conté úspěšně vedl coup d'état (násilné svržení vlády).

## Prezidentský úřad
Po uchopení moci v zemi propustil 250 politických vězňů a podpořil návrat asi 200 000 exulantů do země. Byl zřízen dvacetipětičlenný Vojenský výbor národní obnovy (Military Committee for National Recovery, CMRN) v čele s Contém, který byl 5. dubna 1984 prohlášen za prezidenta Guineje.
Bývalý předseda vlády Diarra Traoré se pokusil 4. července 1985, když byl prezident Conté mimo zemi na zasedání ECOWASu v Lomé, o převzetí moci. Armáda loajální prezidentovi však tento pokus rychle potlačila. Přibližně sto členů včetně Traorého bylo následně odsouzeno.
Dne 3. dubna 1990 byl Conté jmenován do hodnosti armádního generála. Také zastával funkci generálního tajemníka mezivládní organizace Mezinárodního parlamentu pro bezpečnost a mír (IPSP, International Parliament for Safety and Peace), založené v Itálii roku 1975.